# Corythomantis greeningi
Corythomantis greeningi és una espècie d'amfibis de la família dels hílids. És monotípica del gènere Corythomantis i endèmica del Brasil. Els seus hàbitats naturals inclouen sabanes seques i humides, rius intermitents i zones rocoses. La seva supervivència no està en perill segons la UICN.